# Benoît Lecomte
Benoît Lecomte (ur. 1967, Paryż przedmieście Enghien-les-Bains) – francuski pływak, który jako pierwszy przepłynął wpław Atlantyk.
Lecomte w wieku 23 lat wyemigrował do USA (Austin w Teksasie). Gdy w 1992 na nowotwór jelita grubego zmarł jego ojciec Pierre, Lacomte postanowił zebrać znaczące środki na badania nad rakiem. Dzięki pomocy dietetyków i dyrektora Laboratorium Wydolnościowego w Austin Edwarda Coyle'a Lecomte osiągnął znakomitą wytrzymałość fizyczną. Pływał i jeździł na rowerze od 3 do 5 godzin dziennie, 6 dni w tygodniu. 16 lipca 1998 wyruszył z Cape Cod, zabierając 8 kostiumów pływackich, płetwy, przyrząd do odstraszania rekinów i rurkę do pływania pod wodą, z zamiarem przebycia wpław drogi z Hyannis w Massachusetts do Brestu we Francji.
Poruszał się między 40 a 50 stopniem szerokości geograficznej północnej. Towarzyszyli mu dwaj francuscy żeglarze na 12-metrowej łodzi. Ponadto był chroniony przez specjalne urządzenie wytwarzające pole elektromagnetyczne, mające za zadanie odstraszanie rekinów. Lecomte pływał w dwóch turach od 6 do 8 godzin dziennie. Płynął głównie kraulem, czasami zakładał też pomocniczą pojedynczą płetwę na nogi. Na pokładzie łodzi żaglowej przygotowywano dla niego 6 posiłków dziennie o łącznej wartości energetycznej od 7 do 8 tys. kcal. Przebył 5600 km (3736 mil morskich), pokonując wysokie fale i silne wiatry, w towarzystwie podążającego za nim na głębokości 9 metrów rekina. Po 72 dniach - 28 września wyszedł na wybrzeże w Quiberon we Francji. W udzielonym później wywiadzie powiedział: "Ja nie płynąłem, tylko wywalczyłem swoją drogę przez ocean”.
Lecomte korzystał z nowoczesnego ekwipunku. Używał m.in. lekkich (ważących zaledwie kilkadziesiąt gramów), nieprzemakalnych kostiumów pływackich najnowszej generacji, które zapobiegają wyziębieniu organizmu oraz zmniejszają opór wody o ok. 8%. Dla porównania, kapitan Matthew Webb, który jako pierwszy przepłynął kanał La Manche w 1875 r., miał na sobie przesiąknięty wodą wełniany kostium ważący 3,5 kg.
Lecomte jest obecnie przedstawicielem American Airlines w Austin. Dzięki jego wyczynowi na walkę z rakiem zebrano 150 tys. dolarów amerykańskich.